# دبيق فوريلي
الدبيق الفوريلي (باللاتينية: Bupleurum faurelii) نوع نباتي ينتمي إلى جنس الدبيق من الفصيلة الخيمية.

## الموئل والانتشار
موطن هذا النوع المغرب العربي.